# Acronicta farona
Acronicta farona là một loài bướm đêm trong họ Noctuidae.